# 中井順二
中井 順二（なかい じゅんじ、1951年 - ）は、元アマチュア野球選手、ポジションは外野手。

## 来歴・人物
徳島商では同期のエース松村憲章を擁し、外野手として1969年春の選抜に出場。1回戦で松村と玉島商の松枝克幸（法大－西川物産）が投手戦を展開、延長10回にサヨナラ負けを喫する。
同志社大学に進学。当時の関西六大学野球リーグは、山口高志をエースとする関大の全盛期であったが、1971年春季リーグでは増岡義教の好投もあって優勝を経験。1973年には田尾安志、笹本信二のバッテリーを擁し、四番打者として春秋季連続優勝を飾る。同年の全日本大学野球選手権大会は準決勝に進むが、中大の田村政雄に完封負けを喫した。直後の日米大学野球選手権日本代表に選出される。同年の第4回明治神宮野球大会では決勝に進出するが、栗橋茂、中畑清を打の主軸とする駒大に敗れ準優勝にとどまる。
卒業後は日本生命に入社。1974年から四番打者、右翼手として起用される。同年の都市対抗に出場するが、1回戦で熊谷組の久保田美郎に抑えられ敗退。その後は故障もあって一時低迷する。1977年の都市対抗では準々決勝に進むが、またも熊谷組に敗退。同年限りで現役引退。